# 뉴질랜드앵무류
뉴질랜드앵무류(New Zealand parrot)는 앵무목 뉴질랜드앵무상과(Strigopoidea)의 유일한 과, 뉴질랜드앵무과(Strigopidae)에 속하는 앵무새의 총칭이다. 현존하는 2속 3종으로 이루어져 있으며, 케아와 카카 그리고 카카포를 포함하고 있다. 뉴질랜드의 토착종이다.

## 하위 종
- 케아속 (Nestor)
  - 케아 또는 케아앵무 (Nestor notabilis)
  - 카카 또는 뉴질랜드카카 (Nestor meridionalis)
- 뉴질랜드앵무속 (Strigops) - 유일종
  - 카카포 또는 뉴질랜드앵무 (Strigops habroptilus)
- † Nelepsittacus
  - † N. daphneleeae
  - † N. donmertoni
  - † N. minimus